# 17176 Viktorov
17176 Viktorov là một tiểu hành tinh vành đai chính với chu kỳ quỹ đạo là 1192.8325475 ngày (3.27 năm).
Nó được phát hiện ngày 30 tháng 9 năm 1999.